# 26e sessie van de Commissie voor het Werelderfgoed

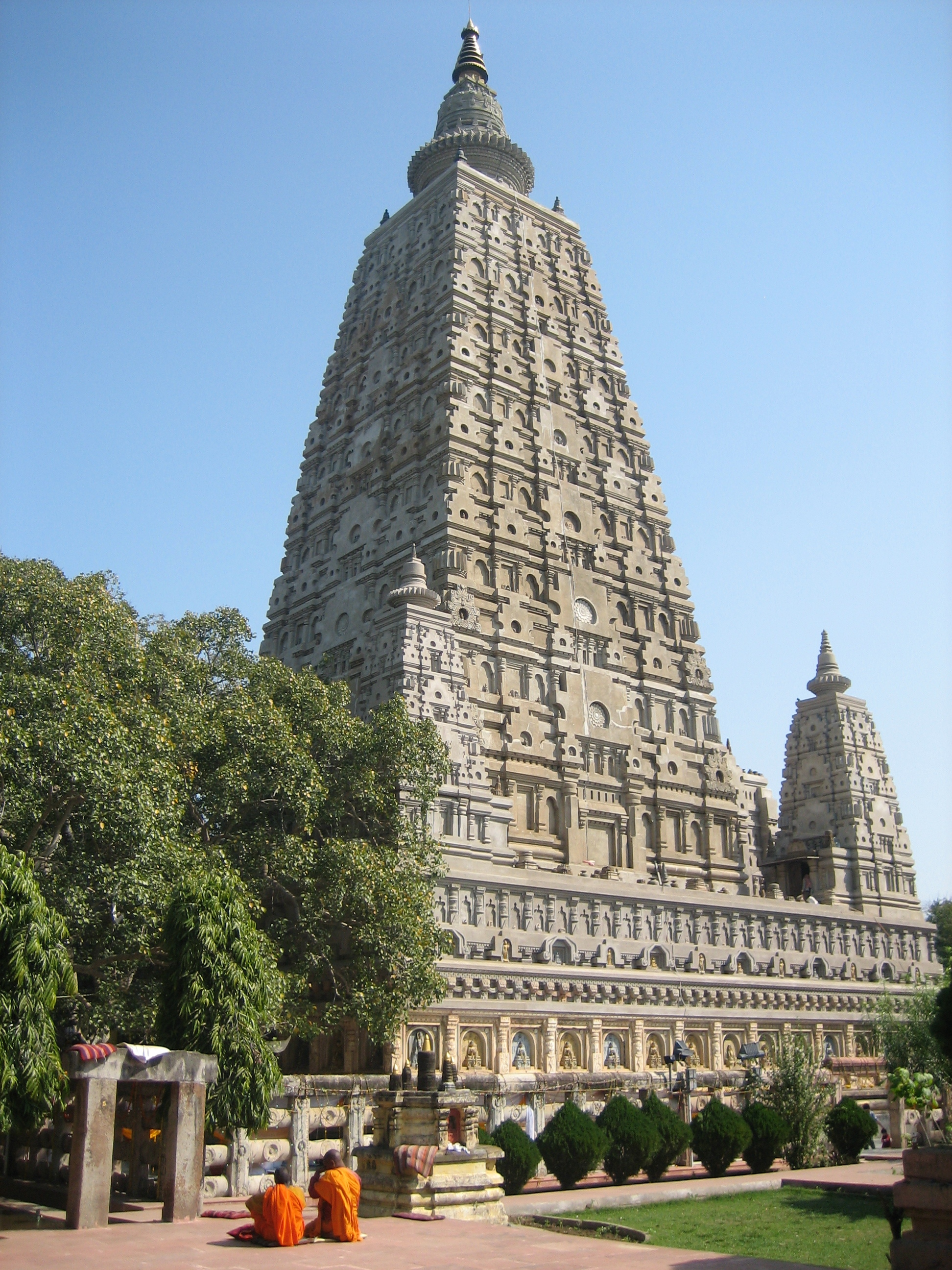
Mahabodi tempelcomplex, Bodh Gaya in India

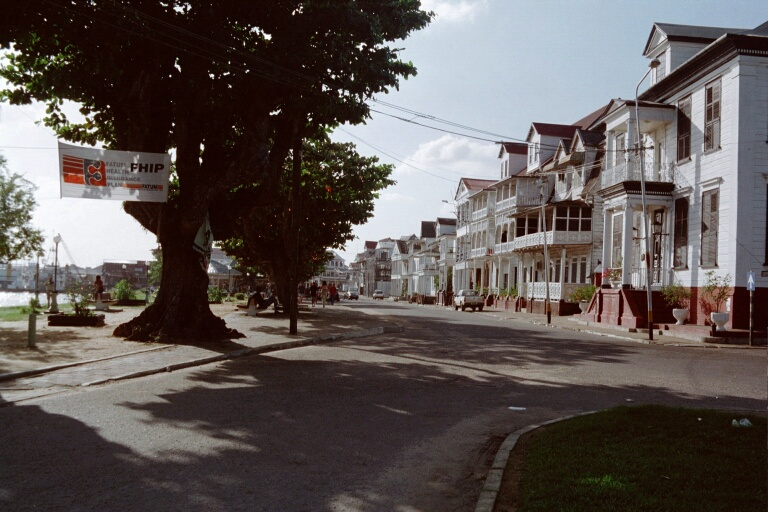
Historische binnenstad van Paramaribo

De 26e sessie van de Commissie voor het Werelderfgoed van UNESCO vond van 24 juni tot 29 juni 2002 plaats in Boedapest in Hongarije. Er werden 9 nieuwe omschrijvingen aan de werelderfgoedlijst toegevoegd. Alle dossiers betroffen cultureel erfgoed. Het totale aantal inschrijvingen komt hiermee op 215 (160 cultureel erfgoed, 10 gemengde omschrijvingen en 260 natuurlijk erfgoed). Op de lijst van bedreigd werelderfgoed of rode lijst werden twee locaties toegevoegd.

## Wijzigingen in 2002
In 2002 zijn de volgende locaties toegevoegd:

### Cultureel erfgoed
- Afghanistan: Minaret en archeologische ruïnes van Jam (werd ook toegevoegd aan de rode lijst)
- Duitsland: Bovenloop van het Midden-Rijndal
- Duitsland: Historische centrum van Stralsund en Wismar
- Egypte: Sint-Catharinagebied
- Hongarije:  Historische cultuurlandschap van de wijnstreek Tokaj
- India: Mahabodi tempelcomplex, Bodh Gaya
- Italië: Laatbarokke steden in het Val di Noto (Zuidoost-Sicilië)
- Mexico: Oude Mayastad Calakmul, Campeche
- Suriname: Historische binnenstad van Paramaribo

### Uitbreidingen
In 2002 zijn twee locaties uitgebreid.
- Costa Rica: Nationaal park Cocoseiland (initieel erkend als natuurerfgoed in 1997, toevoeging van zeereservaat)
- Hongarije: Oevers van Donau, Burchtdistrict van Boeda en de Andrássyboulevard (initieel erkend als cultuurerfgoed in 1987, toevoeging van Andrássyboulevard en onderliggende Millenniumondergrondse)

### Verwijderd van de rode lijst
In 2002 zijn geen locaties verwijderd van de rode lijst.

### Toegevoegd aan de rode lijst
In 2002 zijn twee locaties toegevoegd aan de lijst van bedreigd werelderfgoed of rode lijst.
- Afghanistan: Minaret en ruïnes van Jam (nog steeds op rode lijst)
- Algerije: Archeologische site van Tipasa (tot 2006 op rode lijst)

1977 · 
1978 · 
1979 · 
1980 · 
1981 · 
1982 · 
1983 · 
1984 · 
1985 · 
1986 · 
1987 · 
1988 · 
1989 · 
1990 · 
1991 · 
1992 · 
1993 · 
1994 · 
1995 · 
1996 · 
1997 · 
1998 · 
1999 · 
2000 · 
2001 · 
2002 · 
2003 · 
2004 · 
2005 · 
2006 · 
2007 · 
2008 · 
2009 · 
2010 · 
2011 · 
2012 · 
2013 · 
2014 · 
2015 · 
2016 · 
2017 · 
2018 · 
2019 · 
2020-2021 ·
2022-2023 ·
2024 ·
2025